# La Maîtresse en maillot de bain (film)
Pour les articles homonymes, voir La Maîtresse en maillot de bain.
Pour plus de détails, voir Fiche technique et Distribution.
La Maîtresse en maillot de bain est un film français de Lyèce Boukhitine sorti en 2002
Il a été tourné dans la commune de Roussillon dans l'Isère ; de nombreux figurants ont participé au tournage de ce film.
Ce film ne doit pas être confondu avec La Maîtresse en maillot de bain, pièce de théâtre traitant d'un tout autre sujet.

## Synopsis
Trois copains d'enfance, jeunes trentenaires, Jean, Éric et Karim, s'ennuient ferme dans leur village natal de l'Isère. Jean est pâtissier de formation et cherche avec peu d'entrain du travail ; sa femme l'a quitté excédée par son manque de maturité et a refait sa vie, et c'est avec regret qu'elle lui laisse une fois par mois la garde de leur fille. Éric travaille en intérim et va de petits boulots en petits boulots. Quant à Karim il vit aux crochets de sa famille après avoir fait de brillantes études qui n'ont finalement débouché sur rien. Ainsi les trois amis se retrouvent de temps en temps au café de la commune pour partager leur désœuvrement.

Un jour, après avoir volé le matériel d'une équipe de télé locale venu tourner à la mairie du village et dans l'espoir de le revendre à Lyon, ils assistent par hasard à un braquage sur une route déserte et se retrouvent alors plongés dans une aventure qui changera le cours de leur vie.

## Fiche technique
- Titre original : La Maîtresse en maillot de bain
- Réalisation : Lyèce Boukhitine
- Scénario : Lyèce Boukhitine
- Photographie : Denis Rouden
- Montage : Valérie Deseine
- Producteur : Olivier Delbosc
- Musique : Vincent Segal
- Société de production : Fidélité Productions
- Société de distribution : Mars Films
- Pays :  France
- Genre : Film dramatique
- Durée : 95 minutes
- Format : couleur
- Date de sortie :
  -  France : 2 janvier 2002

## Distribution
- Franck Gourlat : Jean
- Éric Savin : Eric Savinski
- Lyèce Boukhitine : Karim Achouche
- Jean-Luc Abel : Catso
- Benhaïssa Ahouari : Père de Karim
- Paco Cabezas : Sergio
- Fatiha Cheriguene : Mère de Karim
- Jocelyne Desverchère : Isabelle
- Pascal Elso : Le pompiste
- Frédéric Graziani : Jean-Jacques
- Seloua Hamse : Sœur de Karim
- Samia Nakbi : Petite sœur de Karim
- Cécile Rebboah : Copine d'Isabelle
- Nicolas Silberg : Le boss
- Zinedine Soualem : Alain, l'employé municipal

## À noter
- Pendant sept semaines, lors du printemps 2001, le tournage du film s'est déroulé dans les départements de l'Isère et du Rhône, notamment sur les communes de Irigny, Lyon, Roussillon et Villeurbanne[1].

## Récompenses et distinctions
- Prix Spécial du Jury Festival de La Ciotat 2002